# Bernhard Cramer (Ingenieur)
Bernhard Cramer (* 25. Juli 1930; † 15. November 2011 in Darmstadt) war ein deutscher Ingenieur und Professor an der TU Darmstadt.

## Leben und Wirken
Cramer arbeitete bei der Firma Standard Elektrik Lorenz, als er 1981 zum Institutsleiter EMK an die TU Darmstadt berufen wurde, wo er die Leitung vom Institutsgründer Curt Brader übernahm. Den Schwerpunkt seiner Forschung und Lehre bildeten Feinwerktechnik und Entwicklungsmethodik. Beteiligt war er insbesondere auch an der Entwicklung des Solarmobils „EMK-Pinky“ durch die Studenten des Instituts Anfang der 1990er Jahre. Das Solarmobil wurde im Rahmen der Projektseminare Praktische Entwicklungsmethodik (PEM) entwickelt. Für diese Lehrform wurde das Institut 2013 mit dem ersten Platz des Hessischen Hochschlupreises für Exzellenz in der Lehre ausgezeichnet.
1995 wurde er in den Ruhestand verabschiedet.

## Ehrungen
- 1995: Erasmus-Kittler-Medaille